# Chraštice
Chraštice település Csehországban, a Příbrami járásban. Chraštice Bukovany, Mirovice, Zalužany, Zbenice, Kozárovice és Svojšice településekkel határos. Lakosainak száma 244 fő (2024. január 1.).

## Népesség
A település lakosságának változását az alábbi diagram mutatja:
| Lakosok száma | 560  | 555  | 451  | 345  | 275  | 222  | 257  | 251  | 251  | 244  |
|               | 1869 | 1890 | 1921 | 1950 | 1980 | 2001 | 2017 | 2019 | 2022 | 2024 |